# Чизхолм, Хью
Хью Чизхолм (англ. Hugh Chisholm; 22 февраля 1866 — 29 сентября 1924) британский журналист, редактор 10-го, 11-го и 12-го выпусков Британской энциклопедии.

## Биография
Хью родился в Лондоне в семье Генри Уильямса Чизхолма (1809—1901), начальника департамента стандартов Торговой палаты, и его жены Анны Луизы Белл; математика. Когда Хью было два года, родилась его сестра Грейс Чизхолм.
Мальчик получил среднее образование в школе Фелстеда, в 1884 году поступил в Колледж Корпус-Кристи в Оксфорде и окончил его в 1888 году, изучив первый класс Literae humaniores.
В 1892 году он был принят в коллегию адвокатов Достопочтенного общества Среднего Храма (англ. Middle Temple).
Чизхолм с 1892 года работал помощником редактора в St James's Gazette, а в 1897 году был назначен редактором. Параллельно с работой в газете он написал множество статей на политические, финансовые и литературные темы для еженедельныхи ежемесячных журналов, получив известность как литературный критик и консервативный публицист.
В 1899 году он перешел в The Standard в качестве главного автора-лидера, а в 1900 году перешел в газету Таймс (англ. The Times), чтобы выступать в качестве соредактора с сэром Дональдом Маккензи Уоллесом и президентом Йельского университета Артуром Твинингом Хэдли при подготовке одиннадцати томов 10-го издания Британской энциклопедии. В 1903 году он стал главным редактором её 11-го издания, которое было завершено под его руководством в 1910 году и полностью, в 29 томах, опубликовано издательством Cambridge University Press в 1911 году. Впоследствии он спланировал и редактировал «Ежегодник Британской энциклопедии» (англ. Britannica Year-Book), вышедший в 1913 году.
Чизхолм был выдвинут на пост редактора «Таймс» вместо Джеффри Доусона. Лорд Нортклифф, владелец газеты с 1909 года, пообещал ему этот пост в 1911 году, но не выполнил обещание, и Доусон работал редактором до 1919 года.
В 1913 году, после возвращения из Америки, где Хью руководил изданием «Ежегодника Британики», он был назначен дневным редактором «Таймс». Его обязанности включали функции главного автора, но в конце концов он поссорился с Нортклиффом.
В августе 1913 года Чизхолм был назначен директором, также он был финансовым редактором во время Первой мировой войны.
Чизхолм уволился из газеты в 1920 году, когда он приступил к редактированию трех томов, составляющих 12-е издание Британской энциклопедии, опубликованное в 1922 году.

## Семья
Отец — Генри Уильямс Чизхолм (англ. Henry Williams Chisholm; 1809—1901).
Мать — Анна Луиза Белл (Anna Louisa Bell).
Супруга — Элиза Беатрикс Харрисон, дочь ирландского политика Генри Харрисона из графства Даун. Брак был заключён в 1893 году.
Дети — трое сыновей, из них стал известным Арчибальд Хью Теннент Чизхолм, который сыграл ключевую роль в развитии нефтяной промышленности Кувейта и был редактором Financial Times в 1937‒1940 годах.